# Numerazione dei ruoli nel rugby a 15
In una squadra di rugby a 15 i giocatori schierati fin dall'inizio sono numerati da 1 a 15, ed i rimpiazzi da 16 a 23. A differenza di altri sport come ad esempio il calcio, nel quale il numero non identifica necessariamente il ruolo, nel rugby XV esiste una più stretta corrispondenza tra numero di gara e posizione in campo, per via della necessità di individuare subito alcuni ruoli che competono solo a giocatori specialisti (come ad esempio i piloni e i tallonatori).
In passato alcuni club storici inglesi, come ad esempio il Leicester e il Bristol, non usavano il sistema numerico, ma quello letterale, seguendo l'ordine alfabetico crescente al posto dei numeri da 1 a 15, con opportune varianti (per esempio la numerazione del Bristol partiva dai tre quarti, mentre quella del Leicester dagli avanti). Singolare il caso del Bath che, invece, verosimilmente per ragioni scaramantiche, non usava il numero 13. Attualmente, comunque, i sistemi di numerazione delle squadre di Guinness Premiership sono uniformi e ogni squadra numera il XV titolare da 1 a 15, soprattutto per non ingenerare equivoci in coloro che si avvicinano alla fruizione della disciplina sportiva.
La numerazione segue per tutti l'ordine tipico, dal n° 1 (pilone sinistro) al n° 15 (estremo). Tale consuetudine esiste dagli anni cinquanta (laddove il rugby XIII mantiene la numerazione inversa, dai tre quarti agli avanti) ma non si può sapere con esattezza.
Di massima si tratta di una numerazione adottata in tutto il mondo. Piccole varianti possono esistere nel modo di numerare i compagni di reparto; per esempio, in Sudafrica o Argentina, le due terze linee ala (i flanker) hanno i numeri 6 e 7 invertiti; lo stesso dicasi per le due ali, i numeri 11 e 14.

## Numerazione e ruoli dei giocatori

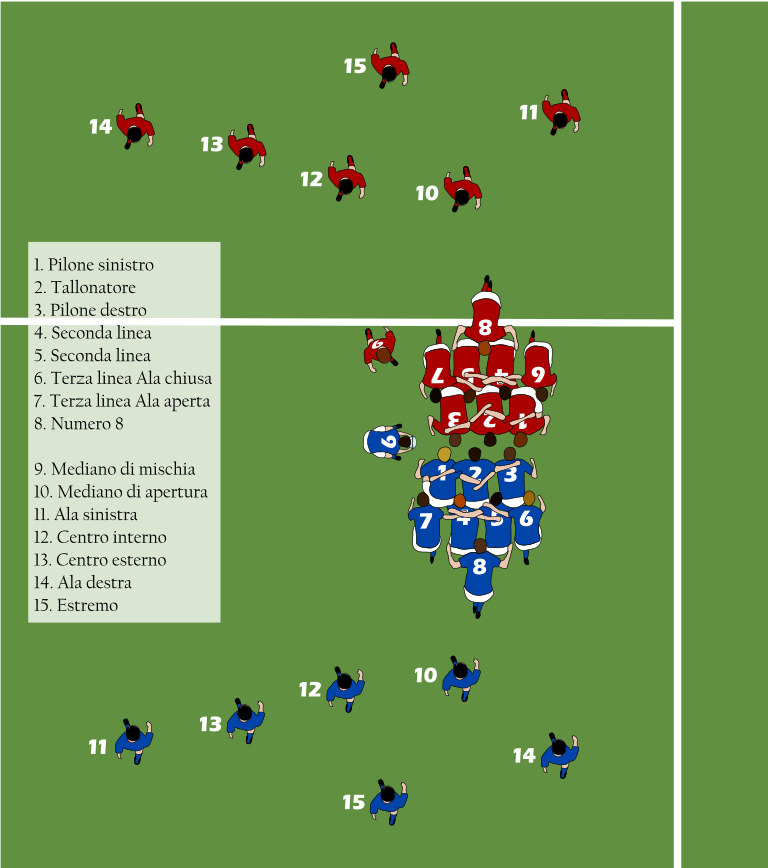
Posizioni dei giocatori:
1, 2, 3 formano la prima linea;
4, 5 la seconda linea;
6, 7, 8 la terza linea;
9, 10 sono i mediani;
11, 12, 13, 14 i tre quarti;
15 l'estremo.

| Ruolo                             | Numero     |
| --------------------------------- | ---------- |
| Pilone sinistro                   | 1          |
| Tallonatore                       | 2          |
| Pilone destro                     | 3          |
| Seconda linea                     | 4          |
| Seconda linea                     | 5          |
| Terza linea ala chiusa            | 6          |
| Terza linea ala aperta            | 7          |
| Terza linea centro (o Numero 8)   | 8          |
| Mediano di mischia                | 9          |
| Mediano d'apertura                | 10         |
| Ala sinistra                      | 11         |
| Centro interno (o Primo centro)   | 12         |
| Centro esterno (o Secondo centro) | 13         |
| Ala destra                        | 14         |
| Estremo                           | 15         |
| Sostituti                         | da 16 a 23 |